# Gliwickie Zakłady Urządzeń Technicznych
Gliwickie Zakłady Urządzeń Technicznych S.A. – przedsiębiorstwo o formie prawnej spółki akcyjnej, z siedzibą w Gliwicach przy ulicy Robotniczej 2. Zakłady kontynuują między innymi ponad dwustuletnią tradycję odlewnictwa, zapoczątkowaną przez Królewską Odlewnię Żeliwa w Gliwicach.
Przedsiębiorstwo GZUT S.A. zajmuje się budową maszyn i urządzeń oraz odlewnictwem przemysłowym i artystycznym.

## Historia
Gliwickie Zakłady Urządzeń Technicznych GZUT jako przedsiębiorstwo państwowe powstały w 1945 roku z połączenia 15 różnych zakładów, produkujących szeroki wachlarz artykułów przemysłowych. Zakładem wiodącym była dawna Królewska Odlewnia Żeliwa. Około 1950 r. profil działalności zakładu objął dwa główne kierunki. Kierunek związany z odlewnictwem wyspecjalizował się w produkcji różnego rodzaju pomp, głównie dla przemysłu okrętowego. Opracowano również technologię lania kul żeliwnych do młynów kulowych. Istotne stały się również osiągnięcia działu odlewnictwa artystycznego, w którym powstawały rozmaite odlewy brązowe, od niewielkich tablic pamiątkowych po największe pomniki. Kierunek związany z konstrukcjami stalowymi podjął produkcję szerokiej gamy suwnic, dźwigów i żurawi portowych.
W 1991 roku majątek i tradycje przedsiębiorstwa państwowego przejęły Gliwickie Zakłady Urządzeń Technicznych S.A.

## Zakłady
- Zakład pomp, zatrudniający 60 osób. Projektuje i wykonuje pompy dla przemysłu stoczniowego, pożarnictwa, ciepłownictwa i inne. Prowadzi także serwis pomp.
- Zakład dźwignic i konstrukcji stalowych, zatrudniający 90 osób. Projektuje, produkuje i serwisuje suwnice, żurawie, chwytaki oraz konstrukcje stalowe.
- Odlewnia, będąca spadkobiercą ponad 200-letnich tradycji Huty Gliwickiej, gdzie wykonuje się odlewy żeliwne i brązowe według zamówień klientów, w tym odlewy pomników. Zakład ten posiada własną modelarnię. Wykonał między innymi odlewy:
  - Pomnik Papieża Jana Pawła II w Katowicach
  - Pomnik "Rzeź Wołyńska" w Domostawie
  - Pomnik Powstańców Śląskich w Katowicach
  - Pomnik Stanisława Wyspiańskiego w Krakowie
  - Pomnik Jana Kiepury w Sosnowcu
  - Pomnik Bohaterów Warszawy
  - Rzeźbę Patrioty w Stalowej Woli
  - Pomnik Jana Matejki w Warszawie
  - Pomnik Lotnika w Warszawie
  - Pomnik Grzegorza z Sanoka w Sanoku
  - orła z pomnika Grunwaldzkiego w Żywcu
  - Pomnik Drzewa Pawiackiego w Warszawie

Niektóre z dawniejszych dzieł wykonanych w gliwickiej odlewni prezentowane są w Muzeum Odlewnictwa Artystycznego w Gliwicach.